# Fortune (tijdschrift)
Fortune is een Amerikaans tijdschrift dat zich richt op het bedrijfsleven. Het wordt uitgegeven door Time Inc.
De grootste concurrenten van Fortune zijn het conservatieve Forbes Magazine en het blad Bloomberg Businessweek.
Fortune werd opgericht in 1929 door Time-medeoprichter Henry Luce (1898-1967). De eerste uitgave verscheen in februari 1930. Het blad publiceert regelmatig ranglijsten, zoals de Fortune 500 en Fortune Global 500 waarin bedrijven zijn opgenomen op volgorde van omzet en de ranglijst Fortune ondernemer van het jaar.